# Östersjön (Ljuders socken, Småland)
Östersjön är en sjö i Lessebo kommun i Småland och ingår i Ronnebyåns huvudavrinningsområde. Sjön är 2 meter djup, har en yta på 0,756 kvadratkilometer och befinner sig 155,9 meter över havet. Vid provfiske har bland annat abborre, braxen, gädda och mört fångats i sjön.

## Delavrinningsområde
Östersjön ingår i det delavrinningsområde (628634-146913) som SMHI kallar för Utloppet av Östersjön. Medelhöjden är 173 meter över havet och ytan är 10,77 kvadratkilometer. Det finns inga avrinningsområden uppströms utan avrinningsområdet är högsta punkten. Vattendraget som avvattnar avrinningsområdet har biflödesordning 3, vilket innebär att vattnet flödar genom totalt 3 vattendrag innan det når havet efter 83 kilometer. Avrinningsområdet består mestadels av skog (74 %). Avrinningsområdet har 0,75 kvadratkilometer vattenytor vilket ger det en sjöprocent på 7 %.

## Fisk
Vid provfiske har följande fisk fångats i sjön:
- Abborre
- Braxen
- Gädda
- Mört
- Sarv